# غابرييل أنتيرو
غابرييل أنتيرو (بالإسبانية: Gabriel Antero)‏ هو لاعب كرة قدم كولومبي في مركز الهجوم، ولد في 3 سبتمبر 1982. لعب مع أمريكا دي كالي وديبورتيس توليما وديبورتيفو باستو وديبورتيفو بيريرا ونادي أكويلا.